# Liriomyza bellissima
Liriomyza bellissima är en tvåvingeart som beskrevs av Spencer 1969. Liriomyza bellissima ingår i släktet Liriomyza och familjen minerarflugor. Inga underarter finns listade i Catalogue of Life.